# Tumba del soldado desconocido (Italia)

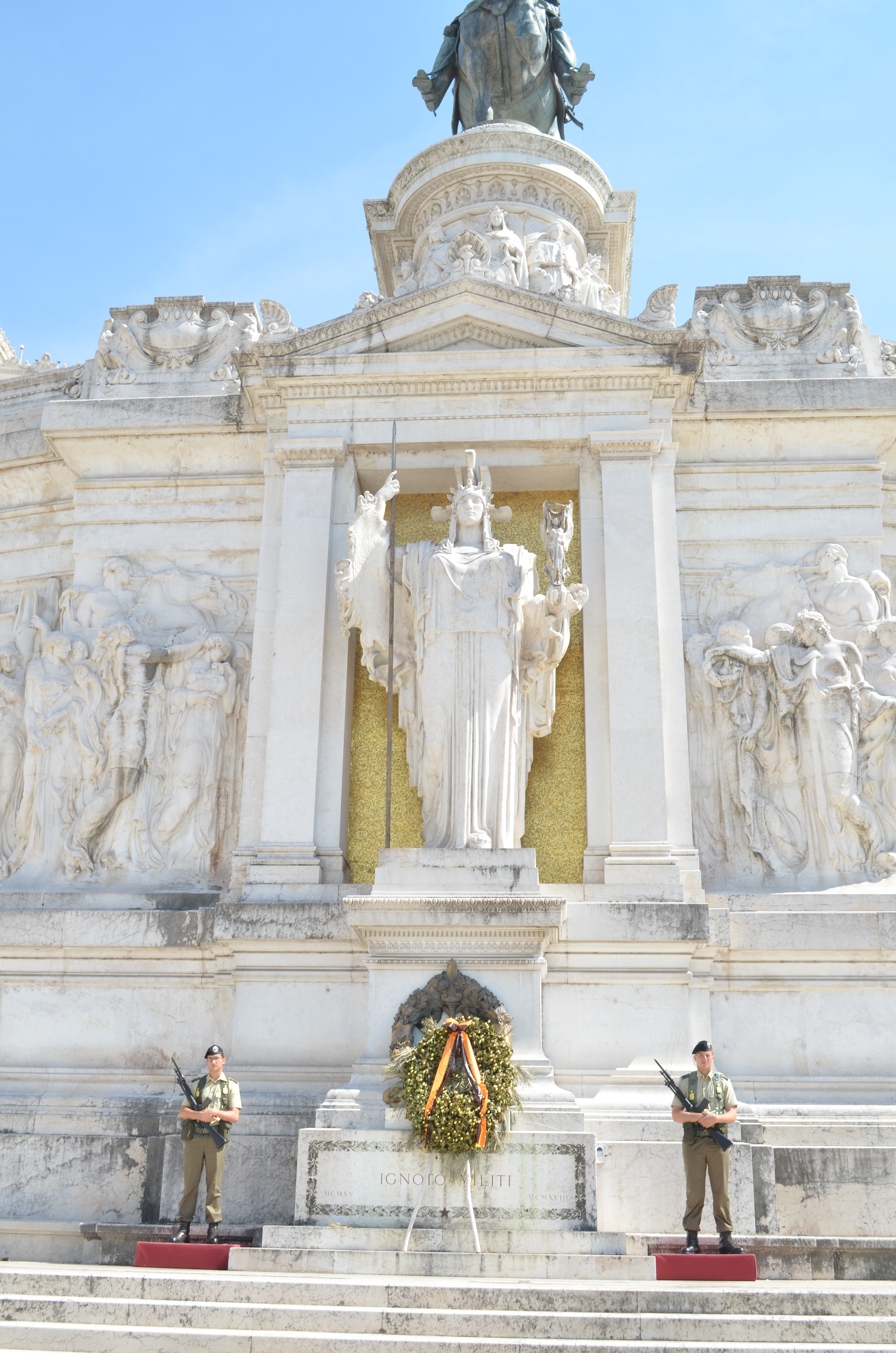
Vista de la tumba del soldado desconocido, situada bajo la estatua de la diosa Roma, en Il Vittoriano.

La tumba del soldado desconocido (en italiano: tomba del milite ignoto) de Italia se encuentra en el monumento a Víctor Manuel II, ubicado en Roma.
La tomba del Milite Ignoto contiene los restos mortales de un soldado muerto en la guerra. La identidad del soldado se desconoce y se piensa que nunca se sabrá. Es una tumba simbólica que representa a todos los italianos muertos en los distintos conflictos bélicos y que tampoco fueron identificados.
Las tumbas a soldados desconocidos se han difundido por todo el mundo a raíz de la Primera Guerra Mundial, pues en esta guerra el número de cuerpos no identificados fue enorme.